# Statua młodego Mao Zedonga
Statua młodego Mao Zedonga (chin. 毛泽东青年艺术雕塑) – znajdujący się w Changsha, w prowincji Hunan, 32–metrowy pomnik przedstawiający głowę młodego Mao Zedonga. Jego budowa rozpoczęła się w 2007, uroczyste odsłonięcie nastąpiło natomiast 20 grudnia 2009. Do ukończenia pomnika potrzeba było ponad 800 ton granitu.

## Historia
W 2007 Rząd Ludowy prowincji Hunan, lokalne struktury Komunistycznej Partii Chin i administracja miasta Changsha wspólnie zadecydowały o rozpoczęciu budowy pomnika młodego Mao Zedonga, który miałby powstać z czerwonego granitu. Na budowę wydano około 300 mln yuanów (ok. 35 mln USD). Jako wzór posłużył wizerunek Mao z 1925.
Xie Liwen – jeden z rzeźbiarzy – powiedział, że tworząc wizerunek 32-letniego Mao, szczególnie zależało nam na odejściu od utartych stereotypów. Z ostatecznego kształtu pomnika zadowoleni byli Shao Hua oraz Mao Xinyu (synowa oraz wnuk przewodniczącego Mao). 20 grudnia 2009 nastąpiło uroczyste odsłonięcie obiektu (krótko przed 116. rocznicą urodzin Mao Zedonga).
3 grudnia 2013 zakończono trwające miesiąc prace renowacyjne i ponownie udostępniono pomnik dla zwiedzających.